# 薛尼·波勒
薛尼·波拉克（英語：Sydney Pollack，1934年7月1日—2008年5月26日），美國電影導演，第58屆奧斯卡金像獎最佳電影獎最佳导演奖。
1934年生於美國印第安納州拉斐特，2008年因胃癌死于洛杉矶，享壽73歲。

## 作品

### 導演
- 1969年 《攞命舞》（They Shoot Horses, Don't They?）
- 1973年 《俏郎君》（The Way We Were）
- 1982年 《杜絲先生》（Tootsie）
- 1985年 《遠離非洲》（Out of Africa）
- 1993年 《黑色豪門企業》（The Firm）
- 1995年 《新龍鳳配（英语：Sabrina (1995 film)）》（Sabrina）
- 1999年 《疑雲密佈》（Random Hearts）
- 2005年 《雙面翻譯》（The Interpreter）
- 2005年 《速寫建築大師》（Sketches of Frank Gehry）
- 2018年 《奇異恩典（英语：Amazing Grace (2018 film)）》（Amazing Grace） （註：拍攝於1972年）

### 製片
- 2008年 《為愛朗讀》（The Reader）
- 2008年 《愛情達陣》（Leatherheads）
- 2008年 《鹿死誰手（英语：Recount (film)）》（Recount）
- 2007年 《全面反擊》（Michael Clayton）
- 2006年 《非法入侵》（Breaking and Entering）
- 2005年 《速寫建築大師》（Sketches of Frank Gehry）
- 2005年 《雙面翻譯》（The Interpreter）
- 2003年 《冷山》（Cold Mountain）
- 2002年 《沉靜的美國人》（The Quiet American）
- 2001年 《長路將盡（英语：Iris (2001 film)）》（Iris）
- 2001年 《驚婚記》（Birthday Girl）
- 1999年 《天才雷普利》（The Talented Mr. Ripley）
- 1999年 《疑雲密佈》（Random Hearts）
- 1998年 《雙面情人》（Sliding Doors）
- 1995年 《理性與感性》（Sense and Sensibility） （註：李安導演）

### 演員
- 2007年 《全面反擊》（Michael Clayton）（客串）
- 2002年 《命運交錯》（Changing Lanes）
- 1999年 《大開眼戒》（Eyes Wide Shut）
- 1999年 《疑雲密佈》（Random Hearts）
- 1982年 《窈窕淑男》（Tootsie）

## 外部參考
- 影音台 - 薛尼波拉克
- 美聯社 - 薛尼·波勒 Sydney Pollack，享壽73歲。 （页面存档备份，存于）